# Finale di European Rugby Champions Cup 2014-2015
La finale di European Rugby Champions Cup 2014-15 fu la gara di assegnazione del titolo di campione della 20ª edizione della massima competizione europea per club di rugby a 15, prima a chiamarsi European Rugby Champions Cup.
Da tale stagione, infatti, la competizione passò sotto la gestione di European Professional Club Rugby, organizzazione con sede in Svizzera.
Si tenne il 2 maggio 2015 allo stadio di Twickenham a Londra tra le francesi Clermont e Tolone: fu quest'ultima, campione uscente, a riconfermare il titolo per la terza stagione consecutiva, battendo i connanzionali con il punteggio di 24 a 18.

## Il percorso dei club finalisti

### Tolone
Tolone vinse il proprio girone nonostante una sconfitta alla terza gara contro Leicester – che comunque non capitalizzò su tale successo venendo alla fine eliminato come peggior seconda – dopo un'apertura vincente al Mayol 28-18 contro lo Scarlets e una vittoria corsara a Belfast 23-13 contro l'Ulster.
Tolone superò subito la sconfitta con la compagine inglese restituendole il favore al ritorno per 23-8 e la settimana successiva suggellò la qualificazione matematica vincendo 60-22 su Ulster.
Utile per scalare fino al secondo posto del seeding dei play-off fu la vittoria in Galles contro Scarlets 26-3.
Tolone affrontò il suo quarto di finale in casa contro Wasps, giunto ai play-off all'ultima giornata come settima qualificata su otto: se il conteggio mete, due per parte, finì in parità, Tolone ebbe dalla sua un Michalak che mise a segno 18 punti dalla piazzola, utili per conseguire una vittoria di largo margine, 32-18
Nella pirotecnica semifinale di Marsiglia, Tolone e Leinster chiusero sul 12 pari i tempi regolamentari grazie a quattro piazzati per parte, rispettivamente di Halfpenny per i mediterranei e O’Brien per i dublinesi; sulla parità 15-15 nei supplementari fu Tolone a portare avanti un break di 10 punti che si rivelò incolmabile, solo parzialmente mitigato dalla meta irlandese che fissò il punteggio 25 a 20 per Tolone.

### Clermont
Clermont si qualificò ai play-off nella posizione immediatamente successiva a Tolone nel seeding, avendo conquistato gli stessi punti nel proprio girone ma con una peggiore differenza tra marcature fatte e subite.
L'esordio del club dell'Alvernia fu una sconfitta a Londra contro Saracens, ma già nella seconda partita la squadra si rimise in carreggiata battendo Sale Sharks 35-3 e proseguì il proprio cammino battendo Munster 16-9 in Irlandae 26-19 in casa propria
Vittoria corsara a Sale 22-13 nel quinto turno e qualificazione solo all'ultima partita, il 18-6 interno sul Saracens che consegnò al club il terzo posto del seeding per i play-off.
Senza storia la semifinale vinta 37-5 contro Northampton al Michelin (per gli inglesi solo una meta di Waller a un quarto d'ora dalla fine), mentre più combattuta fu la semifinale che Clermont scelse di disputare al Geoffroy Guichard di Saint-Étienne: 13-9 sul Saracens, solo una meta e gioco bloccato.

## La finale
Lo stadio inglese di Twickenham fu teatro di una finale tutta francese: Tolone era alla sua terza finale consecutiva e campione in carica, mentre Clermont si trovava per la seconda volta in finale in tre stagioni, e di nuovo contro l'avversario che l'aveva battuta due anni prima.
A dirigere la gara fu destinato il veterano gallese Nigel Owens.
Clermont prese subito il comando delle operazioni, portandosi sull'11-3 in venticinque minuti grazie a due piazzati di Lopez e una meta di Fofana solo parzialmente contrastate da un piazzato di Halfpenny, gallese del Tolone.
La risposta di Tolone comunque non si fece attendere: prima della fine del primo tempo, la formazione rossonera aveva accorciato fino al 9-11 con altri due piazzati di Halfpenny per poi piazzare la meta del sorpasso allo scadere del tempo con Bastareaud.
Nella ripresa, Halfpenny portò avanti Tolone di otto (19-11), ma l'inglese di Clermont Abendanon accorciò le distanze con una meta a venti minuti dalla fine, riportando la situazione quasi in perfetto bilico, 19-18 per Tolone; l'australiano Mitchell, a dieci minuti dalla fine, mise Tolone in zona di sicurezza portandolo sul 24-18.
Il punteggio non si mosse più, e Tolone vinse la sua terza coppa consecutiva, record ancora insuperato.
Il neozelandese Ali Williams, alla sua ultima partita europea con Tolone, fu nominato Most Valuable Player dell'incontro.

## Tabellino dell'incontro
| Arbitro: | Nigel Owens |

| |              | |
| Bastareaud 40’ Mitchell 69’ | mt           | 24’ Fofana 62’ Abendanon |
| Halfpenny 40’ | tr           | 62’ Lopez |
| Halfpenny 16’, 28’, 32’, 51’ | c.p.         | 7’, 12’ Lopez |
| · Halfpenny · Mitchell · Bastareaud · 66’ Hernández · Habana · Giteau · Tillous-Borde · 48’ Chiocci · 63’ Guirado · 63’ 76’ Hayman (c) · 47’ B. Botha · A. Williams · 58’ J. Smith · S. Armitage · Masoe | Formazioni   | · Abendanon · Nakaitaci 67’ · Davies · Fofana · Nalaga 54’ · Lopez · Parra · V. Debaty 47’ · Kayser 63’ · Zirakašvili 66’ · Cudmore 10’ 16’ 57’ 65’ · Vahaamahina 67’ · Bonnaire · Chouly (c) · Lee 54’ |
| · 47’ Taofifénua · 48’ Menini · 58’ J.M. Fernández Lobbe · 63’ Orioli · 63’ 76’ Chilachava · 66’ Wulf | Sostituzioni | · Pierre 10’ 16’ 57’ 65’ 67’ · Domingo 47’ · Bardy 54’ · Rougerie 54’ · Ulugia 63’ · Ric 66’ · Delany 67’                                                                                               |
| Bernard Laporte | Allenatori   | Franck Azéma |